# Bernhard Seeger
Bernhard Seeger (Rosslau, 6 de octubre de 1927-Potsdam, 14 de marzo de 1999) fue un escritor alemán.

## Vida

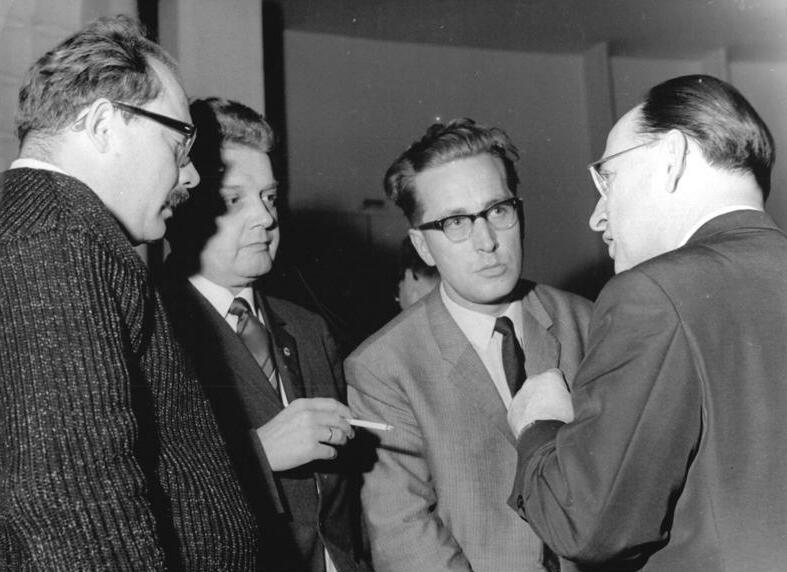
De izquierda a derecha: Bernhard Seeger, Hans Koch, Heinz Plavius y Klaus Gysi en el año 1966.

Fue hijo de un cerrajero. Acudió a la Realschule y luego acudió a un Lehrerbildungsanstalt en Köthen. En 1944 se afilió al Partido Nacionalsocialista Obrero Alemán. Después de colaborar en el Reichsarbeitsdienst en Zerbst participó como soldado de la Wehrmacht en la Segunda Guerra Mundial. Desde mayo hasta diciembre de 1945 fue prisionero en un campo soviético.
Después de su regreso del campo de internamiento aprobó un curso para ser Neulehrer. En 1946 se afilió al Partido Socialista Unificado de Alemania (SED) y a la Juventud Libre Alemana. Entre 1946 y 1953 trabajó en escuelas rurales del Margraviato de Brandeburgo; en 1952 y 1953 trabajó como lector en la editorial Verlag Neues Leben y entre 1953 y 1956 residió en Stücken como escritor independiente. En 1954 y 1955 fue reportero en Vietnam. Finalmente fue jefe de sección en la Deutscher Schriftstellerverband y desde 1957 fue escritor independiente.
En 1967 estuvo incapacitado para escribie a causa de un grave accidente. Desde 1964 pertenececió a la jefatura de barrio del SED en Potsdam y desde 1967 fue miembro del comité central de dicho partido. Entre 1953 y 1972 fue colaborador informal de la Stasi.
Publicó reportajes, relatos, novelas y poesía. Fue conocido por sus piezas de radioteatro y de teatro televisivo. El trabajo de Seeger, fiel a la línea del partido, trató sobre los problemas de la construcción de la República Democrática Alemana; su obra Herbstrauch sobre la colectivización de la agricultura de los años 1959-1960 está inspirada por la obra del escritor Michail Alexandrowitsch Scholochow Campos roturados. También trabajó como guionista; participó en 1963 en la película para televisión Rauhreif.
Desde 1952 perteneció a la Deutscher Schriftstellerverband y desde 1969 hasta 1991 a la Academia de las Artes de Berlín. Recibió los siguientes premios: Premio Theodor Fontane (1956), Medalla Erich Weinert (1960), Premio Heinrich Mann y el Literaturpreis des FDGB (1962), Nationalpreis (1963 y 1967), Medalla Johannes R. Becher (1968), Bandera del Trabajo (1969), Kunstpreis des FDGB (1981 y 1983), Vaterländischen Verdienstorden der DDR (1983) y la Orden de Karl Marx (1987).

## Obras
- Eisenhüttenkombinat Ost (1952)
- Millionenreich und Hellerstück (1956)
- Sturm aus Bambushütten (1956)
- Wo der Habicht schießt (1957)
- Wie Jasgulla zu seinem Recht kam (1960)
- Herbstrauch (1961)
- Hannes Trostberg. Die Erben des Manifests (1968)
- Vater Batti singt wieder (1972)
- Menschenwege
  - 1 (1974)
  - 2 (1987)
- Der Harmonikaspieler (1981)
- Frühe Wege (1987)

## Filmografía
- 1960-2014 Sommerwege

## Radioteatro
- 1957 Wo die Nebel weichen
- 1960 Paradies im Krähenwinkel
- 1961 Unterm Wind der Jahre
- 1963 Rauhreif